# أودون

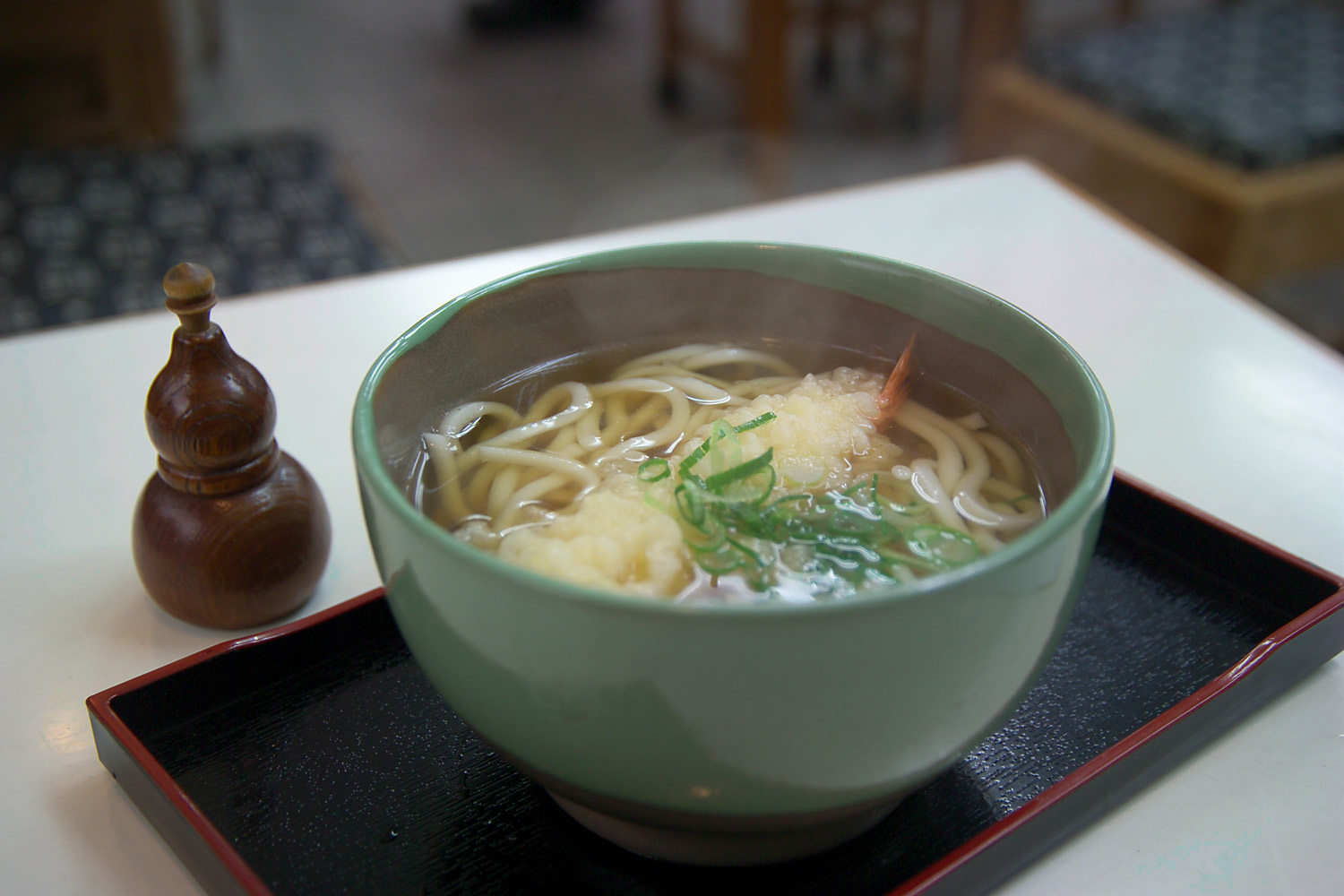
طبق من الأودون موضوع فوقه قطعة من تيمبورا القريدس.

أودون (باليابانية: 饂飩 أو うどん) هي نوع من الشعرية الثخينة المصنوعة من دقيق القمح والتي يشتهر بها المطبخ الياباني. يقدم الأودون عادة على شكل حساء يصنع عادة من داشي، صوص الصويا، وميرين، وعادة ما يضاف فوق الطبق قطعة من التيمبورا، والتي أشهرها تلك التي تحوي على قريدس، أو أبورا آغه (قطعة من التوفو المقلي والمطعم بالسكر) وغيرها.
تختلف الطعمات وطريقة التحضير من منطقة لأخرى، حيث يلاحظ الحساء الداكن اللون المصنوع من صوص الصويا في شرق اليابان، بينما يلاحظ الحساء فاتح اللون المصنوع من صوص الصويا الخفيف في غربي اليابان.

## تاريخ
يعتقد بأن كوكاي الراهب البوذي الذي سافر إلى الصين في أوائل القرن التاسع للميلاد هو أول من أحضر الأودون إلى مقاطعة سانوكي (محافظة كاغاوا حاليا). الأودون المعروف اليوم في اليابان يشابه نوع من شعرية دقيق القمح في الصين يطلق عليها اسم تشوميان (粗麵). أما كتابة الأودون اليابانية الحالية (饂飩) فهي مشابهة للأحرف الصينية المستخدمة للإشارة إلى وونتون.

## اقرأ أيضا
- سوبا
- رامن